# Пфанншмидт, Эрнст Христиан
Эрнст Христиан Пфанншмидт (нем. Ernst Christian Pfannschmidt; 3 ноября 1868, Берлин — 28 сентября 1949, Бад-Лобенштайн, ГДР) — немецкий художник и иллюстратор
.

## Жизнь и творчество
Родился в семье художника Карла Готфрида Пфанншмидта, один из его 11 детей. Среди братьев его выделяются скульптор Фридрих Пфанншмидт и теолог Мартин Пфанншмидт. Первые уроки живописи Эрнст Христиан получил у своего отца. В 1885—1890 годы обучался в Академии изящных искусств Берлина, в классе Эдуарда фон Гебхардта. После окончания учёбы неоднократно посещал Италию — первый раз весной 1896 года. В 1898—1905 годы, затем в 1906 и в 1911 годах художник живёт в Риме. В 1898 году получает Римскую премию Прусской академии искусств, благодаря чему до 1900 года живёт на римской вилле («вилла Романа»). Начиная с 1906 года, Пфанншмидт совершил несколько путешествий по Италии, после чего вернулся в Германию и жил в Берлине. В 1912 году он стал профессором искусств, и в 1915 году его приняли в члены Прусской академии художеств. В 1933 году мастер был удостоен первой премии Берлинского союза художников за участие в конкурсе украшения ратуши берлинского района Шёнеберг. Также участник Больших немецких художественных выставок в Мюнхене в 1937, 1938, 1939 и 1942 годах. В 1944 году был внесён германским министерством просвещения и пропаганды в список наиболее ценных художников (Gottbegnadeten-Liste). Имел учеников в годы преподавания в берлинской Академии искусств.
Эрнст Христиан Пфанншмидт известен в первую очередь как церковный художник и автор полотен на исторические сюжеты. Автор многочисленных алтарных картин и мозаик в церквях Берлина, Рима, Дюссельдорфа, Эссена, Киля и Гамбурга. Его мозаичные изображения из жизни Иисуса Христа в берлинской Кайзер-Вильгельм-церкви погибли во время бомбардировки во время Второй мировой войны. Сохранились его работы в церкви Вознесения в Иерусалиме.

## Галерея

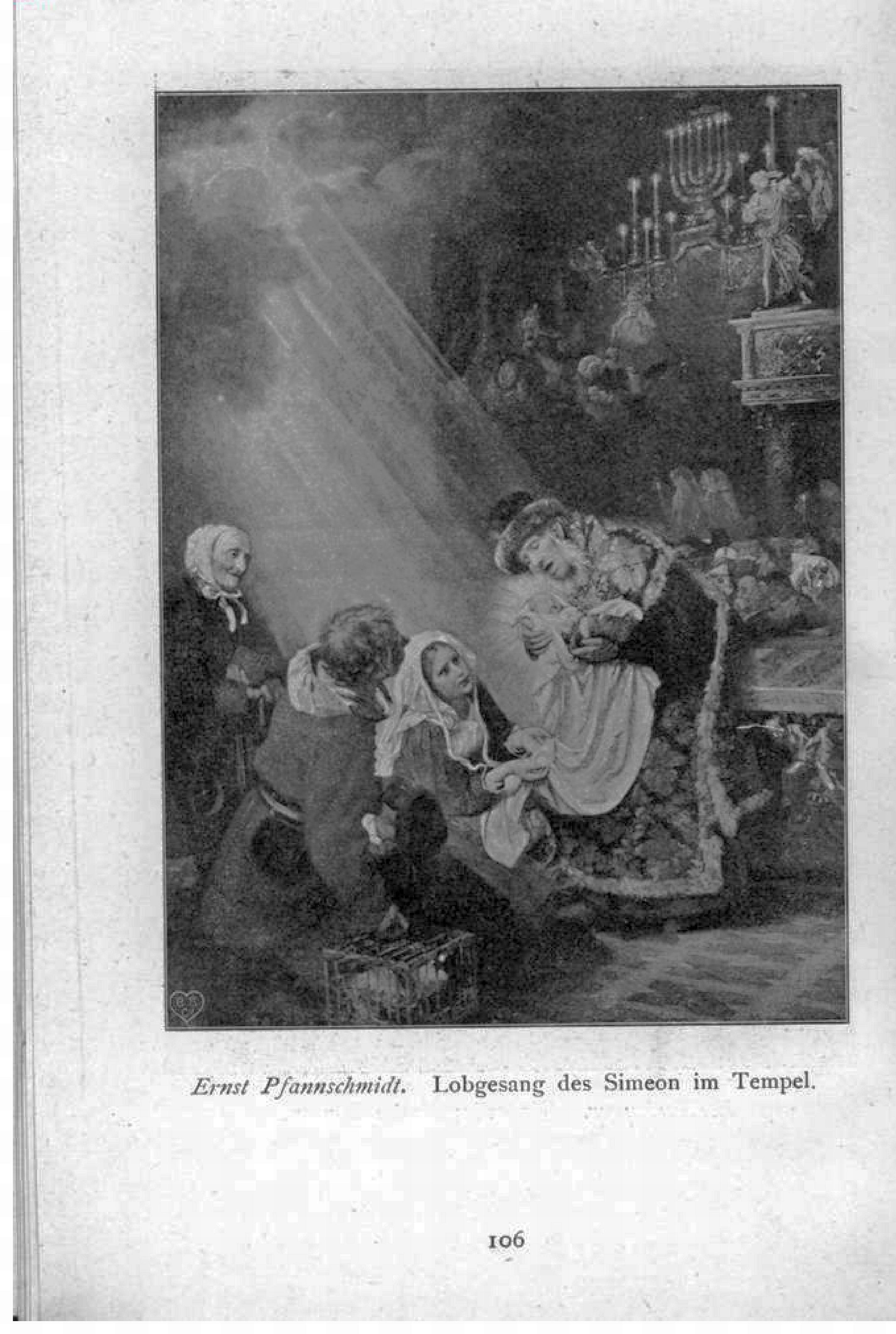
Хвалебная песнь Симона в Храме (1899).
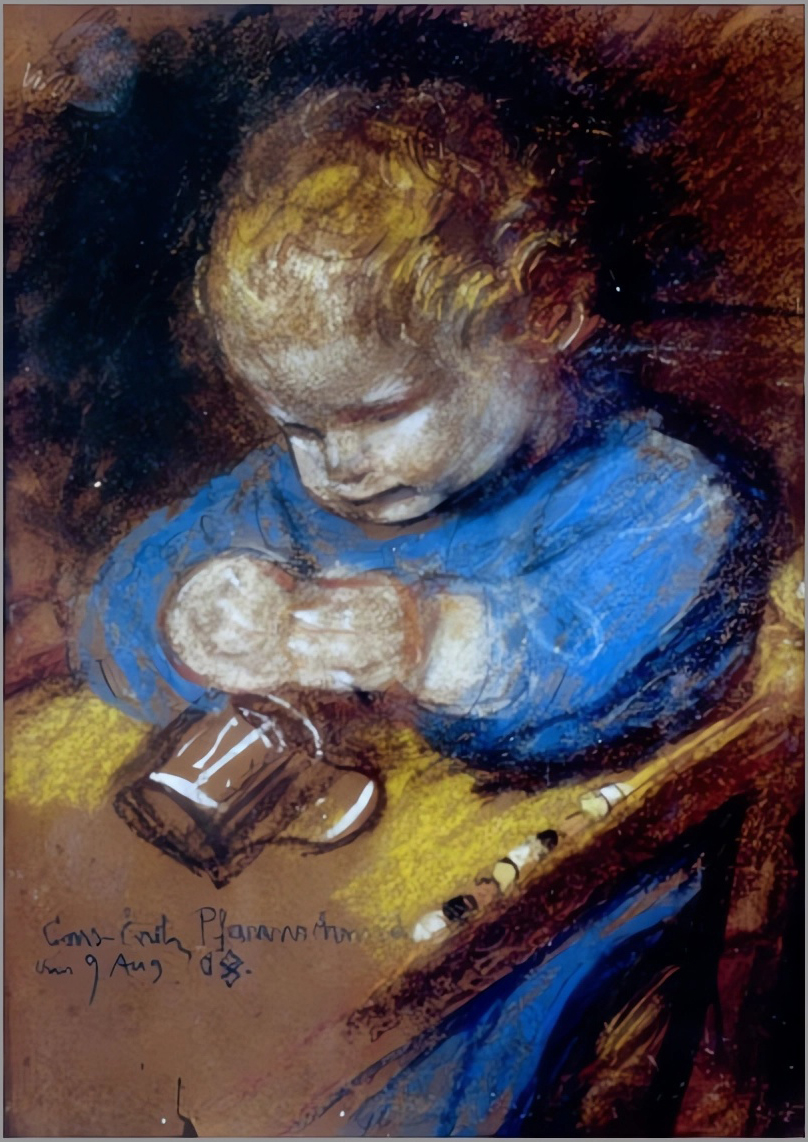
Портрет сына Эрика (1908).
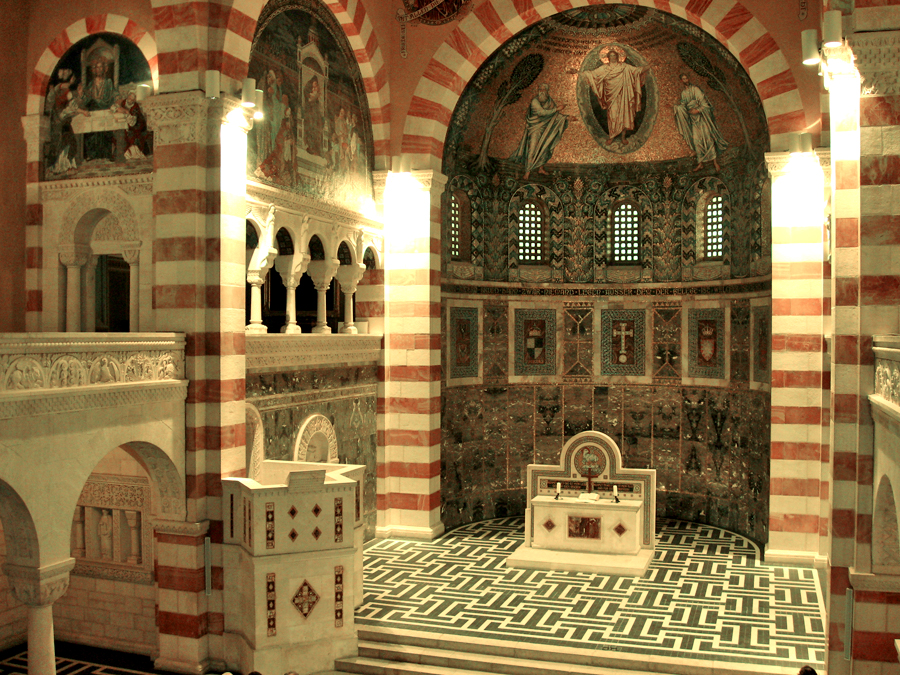
Интерьер церкви Вознесения в Иерусалиме.
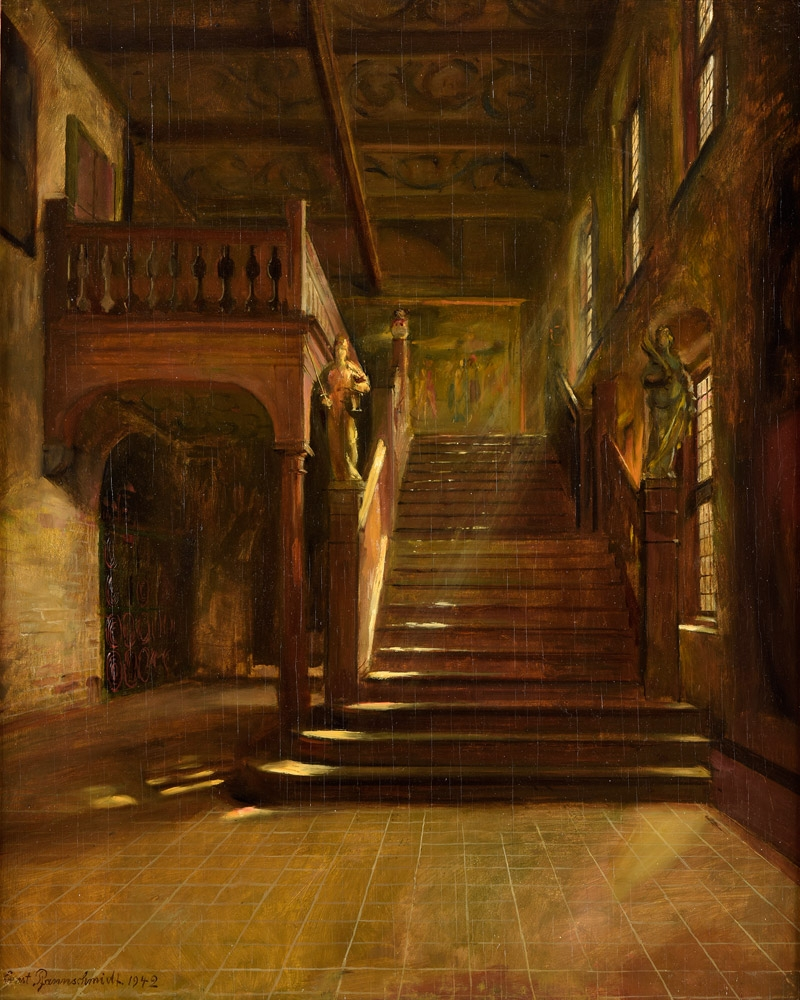
Интерьер ратуши в Люнебурге (Северная Германия).